# Radaur
Radaur is een stad en gemeente in het district Yamuna Nagar van de Indiase staat Haryana. 

## Demografie
Volgens de Indiase volkstelling van 2001 wonen er 11.737 mensen in Radaur, waarvan 53% mannelijk en 47% vrouwelijk is. De plaats heeft een alfabetiseringsgraad van 72%. 